# 日本驻阿塞拜疆大使馆
日本國駐阿塞拜疆共和國大使館（日语：在アゼルバイジャン日本国大使館）是日本国在阿塞拜疆共和国的最高外交代表機構，位于阿塞拜疆首都巴库。

## 历史
1992年9月7日，日阿缔结外交关系；2000年1月21日，日本驻阿塞拜疆大使馆开设。

## 历任大使
| 姓名     | 任期          | 参考 |
| -------- | ------------- | ---- |
| 渡边克也 | 2024年1月至今 | 现任 |